# 山川利永
山川利永（やまがわとしなが）は、鹿児島県指宿市の大字。旧薩摩国揖宿郡今和泉郷利永村、揖宿郡今和泉村大字利永、揖宿郡利永村（大字なし）、揖宿郡山川町大字利永。人口は907人、世帯数は423世帯（2010年10月1日現在）。郵便番号は891-0621。

## 地理
指宿市の中南部に位置し、池田湖の東岸、鰻池の西岸に位置する。字域の北方には池田、東方、南方から東方にかけては山川大山、東方には山川成川、南方から西方にかけては開聞仙田、西方には開聞上野にそれぞれ隣接している。
字域の南部を鹿児島県道241号大山開聞線が東西に通っており、その沿線に指宿市立利永小学校が所在している。字域の最南端を東西に国道226号が通っている。
畑作農業を主としており、利永小学校付近及び字域の北部の尾下（おさがり）に集落がある。

### 湖沼
- 池田湖
- 鰻池

### 山岳
- 鷲尾岳

## 歴史

### 利永村の創設
江戸時代初期には頴娃郡頴娃郷（外城）仙田村の一部であり、延享元年に今和泉郷が新設されたのに伴い、仙田村のうち尾下方限・上野方限の区域が今和泉郷に割譲されその区域をもって利永村が編成された。旧高旧領取調帳には379石余であったと記載されている。

### 町村制施行から分村まで
1889年（明治22年）に町村制が施行されたのに伴い、江戸時代の外城である今和泉郷の区域をもって今和泉村が成立し、藩政村である利永村は今和泉村の大字「利永」となった。
村の南端部に位置していた大字利永は中心部より遠くに位置しており、利永から岩本にある村役場へ行くのには山川町や指宿町を経由しなければならなかったため、利永には1946年（昭和21年）に今和泉村役場の支所が設置された。

### 利永村の設置
利永は今和泉村の支所が設置されていたことや地理上の問題から、今和泉村の中でも独立の地位にあり古くより分村が検討されてきたが、分村したとしても小規模な村になってしまうことから鹿児島県や今和泉村は好ましくないとして慰留してきた。
1948年（昭和23年）に分村に関する議案が村議会、県議会で議決され、同年9月1日に今和泉村のうち大字利永村の区域が分割され利永村が成立した。同時に大字としての利永は廃止され、利永村には大字が置かれなかった。

### 大字利永再設置から現在まで
1955年（昭和30年）に利永村が開聞町及び山川町に編入されることとなり、上野地区（人口 : 834人）が開聞町に編入され、鹿児島県告示第403号により開聞町の大字「上野」（現在の指宿市開聞上野）として新設された。残部（人口 : 2,316人）は山川町に編入され、同時に鹿児島県告示第440号により旧利永村の区域に山川町の大字「利永」が設置された。
2006年（平成18年）1月1日には山川町が指宿市及び開聞町と新設合併し、新制の指宿市となり、大字名はそれまでの大字名に自治体の名称を冠したものに改称することとなり、大字利永は指宿市の大字「山川利永」となった。

### 字域の変遷
| 実施後         | 実施年             | 実施前             |
| -------------- | ------------------ | ------------------ |
| 開聞町大字上野 | 1955年（昭和30年） | 利永村（大字なし） |
| 山川町大字利永 | 1955年（昭和30年） | 利永村（大字なし） |

## 施設

### 教育
- 指宿市立利永小学校（2021年3月31日閉校[10]）
- 利永保育所

### 郵便局
- 利永郵便局

### 宗教
- 利永神社 - 祭祀としてメンドン、琉球人傘踊りがある[2]。

## 小・中学校の学区
市立小・中学校に通う場合、学区（校区）は以下の通りとなる。
| 大字     | 地区 | 小学校             | 中学校             |
| -------- | ---- | ------------------ | ------------------ |
| 山川利永 | 全域 | 指宿市立山川小学校 | 指宿市立山川中学校 |

## 交通

### 道路
国道
- 国道226号

県道
- 鹿児島県道241号大山開聞線

### 鉄道
山川利永の字域内には鉄道が通っていない。最寄駅は開聞仙田にある指宿枕崎線の薩摩川尻駅又は、山川大山にある西大山駅である。